# Canne mozze
Canne mozze è un film italiano del 1977 diretto da Mario Imperoli.
Ultimo film del regista, che morì a fine 1977, esso mescola elementi tipici del poliziesco all'italiana con altri del film di mafia.